# Tetraclitella multicostata
Tetraclitella multicostata is een zeepokkensoort uit de familie van de Tetraclitidae. De wetenschappelijke naam van de soort is voor het eerst geldig gepubliceerd in 1930 door Nilsson-Cantell.